# Junta governativa potiguar de 1821-1824
Quando D. João VI transformou as capitanias em províncias, estas foram inicialmente governadas por uma junta governativa provisória.
Nove eram os membros da junta da província do Rio Grande do Norte:
1. Tomás de Araújo Pereira
2. Francisco Xavier Garcia
3. Manuel Pinto de Castro
4. Luiz de Albuquerque Maranhão
5. Antônio da Rocha Bezerra
6. Francisco Antônio Lumachi de Mello
7. Manuel Antônio Moura
8. Manuel de Mello Montenegro Pessoa
9. Joaquim José do Rego Barros
10. Manoel de Medeiros Rocha

A junta governativa potiguar administrou a província de 3 de dezembro de 1821 a 24 de janeiro de 1824.